# Blepharis marginata
Blepharis marginata là một loài thực vật có hoa trong họ Ô rô. Loài này được (Nees) C.B.Clarke mô tả khoa học đầu tiên năm 1901.